# Royal Mines Act 1424
Il Royal Mines Act 1424 (Disposizioni sulle miniere reali) è stato un provvedimento normativo del Parlamento di Scozia (1424 c. 12) del 1424, che afferma che le miniere di oro e argento contenente il minerale sopra un certo valore apparterrebbero al re.
Questo ha fatto di tali miniere nel diritto scozzese inter regalia (cioè, i beni appartenenti al sovrano, come privilegi e prerogative), e vi erano anche frasi nell'atto che includevano le miniere di piombo quando il minerale da quelle miniere produceva la quantità di argento sufficiente.
Gli effetti di questo atto sono stati negati dal (1592 c. 31), che ha tolto le miniere al sovrano, ma non ha cambiato il loro status di inter regalia.
L'atto nella sua interezza è il seguente:

Articolo, di eventuali miniere d'oro e d'argento che si possono trovare nelle terre di qualsiasi signore del regno, e può essere dimostrato che tre monete da mezzo penny d'argento possono essere raffinate da una libbra di piombo, i Lord del parlamento consentono che tali miniere siano del re, come è consuetudine in altri regni.

L'atto è stato approvato dal Parlamento a Perth il 26 maggio 1424 durante il regno di Giacomo I, e fu intitolato "Of mynis of golde and silver" (delle miniere di oro e argento).